# Смирнов, Юрий Вячеславович
Юрий Вячеславович Смирнов (10 января 1976 — 2000) — российский хоккеист, нападающий.

## Биография
Воспитанник московского «Спартака», за который в сезонах 1993/94 — 1994/95 провёл 49 матчей в МХЛ. В сезоне 1995/96 сыграл 4 матча за «Саб-Спартак-2», в сезоне 1996/97 — один матч за «Воронеж-2», после чего завершил профессиональную карьеру.
Серебряный призёр чемпионата Европы среди юниоров 1994 года.
На драфте НХЛ 1994 года был выбран в 9-м раунде под общим 216-м номером клубом «Тампа-Бэй Лайтнинг».
Погиб в 2000 году[уточнить].